# Денежкин Камень (заповедник)
Де́нежкин Ка́мень (Государственное учреждение «Государственный природный заповедник „Денежкин Камень“») — заповедник в Свердловской области России. Организован в 1946 году на территории Свердловской и Пермской областей, его площадь составляла тогда 135 тыс. га. Территория неоднократно менялась как в сторону уменьшения, так и увеличения. В 1961 году вместо заповедника создан госпромхоз. В 1991 году восстановлен заповедник, на площади примерно вдвое меньшей. Участки Пермской области (западные склоны Урала) в заповедник не включены, оказались за пределами охраняемой территории особо ценные природные комплексы: хребет Шемур, Кутимское болото, бассейны рек Косьва и Шегультан.
Площадь заповедника составляет 78 тыс. га, он расположен заповедник в Североуральском и Ивдельском муниципальных образованиях. Один из двух заповедников Свердловской области, наряду с Висимским. Является единственным в России природным резерватом, находящимся одновременно в Европе и в Азии. Назван по одноимённой горе.

## История
Заповедник был организован постановлением Совнаркома РСФСР от 7 марта 1946 г. № 147  под названием «Денежкин Камень» на площади 121,8 тыс. га с охранной зоной 13 тыс. га.   В тот период территория практически не использовалась человеком, добывались только кедровый орех, существовал охотничий промысел. В 1951 году площадь заповедника сократилась до 35,3 тыс. га, а в 1959 году распоряжением Совета министров РСФСР — увеличилась до 146,7 тыс. га.
В 1961 году заповедник был реорганизован в одноимённый госпромхоз, с 1969 года на его территории производилась лесозаготовка. Общественный резонанс среди научных деятелей и представителей природоохранных организаций позволил доказать, что территория имеет все необходимые признаки заповедника. 16 августа 1991 года постановлением Совета министров РСФСР государственный заповедник «Денежкин Камень» был воссоздан на площади 78,2 тыс. га.

## Общая характеристика
По физико-географическому районированию расположен в пределах Северо-Уральской области Уральской горной страны (Центральная полоса). По геоботаническому районированию территория относится к полосе северной тайги. Рельеф среднегорный с максимальными абсолютными отметками горных хребтов 1200—1492 м и относительными превышениями около 900—1100 м. Наиболее крупные реки — Тальтия, берущая начало на хребте Хозатумп, Шегультан и Сосьва с притоками Сольва, Супрея, Талая, принадлежат к бассейну Оби.

## Флора и фауна
Основной тип растительности — горно-таёжные леса. При этом, 38 % территории заняты темнохвойной смешанной пихтово-кедрово-еловой тайгой. 12 % площади занимают сосняки (преимущественно восточная и южная части заповедника). Участки с преобладанием сосны кедровой — около 1 % территории, на каменистых склонах гор. Смешанные леса занимают около 35 % территории. Имеются берёзовые леса (около 3 % площади). Субальпийский пояс из субальпийского криволесья (в основном из лиственницы, берёзы извилистой, сосны сибирской, реже ели и пихты) и горных тундр, около 8 % площади. В покрове преобладают кустарнички — голубика, черника и др., также мхи и лишайники. В подлеске — ивы, шиповник, карликовая берёза. Имеются горные тундры с карликовой берёзой, лишайниковые тундры с арктоусом, а в долинах, на перевалах — дриадовые тундры.
Фауна заповедника представлена типичными таёжными видами. Млекопитающих отмечено 37 видов из 6 отрядов. На территории заповедника встречаются 140 видов птиц из 12 отрядов, что составляет 67 % видового состава региона. Из них гнездится 111 видов, ещё 24 вида встречается на весенних и осенних пролётах.
В частности, на территории заповедника обитают бурый медведь, росомаха, рысь, соболь, лось; глухарь, филин и др. Среди грызунов обычны белка обыкновенная (Sciurus vulgaris), азиатский бурундук (Eutamias sibiricus).

## Пожар 2010 года
15 июня 2010 на территории заповедника начался пожар. По состоянию на 5 августа площадь горения составляла 800 га, всего огнём была поражена площадь в 2800 га (3,5 % от общей площади заповедника). В тушении участвовало 114 человек и 20 единиц техники (в том числе вертолёт Ми-8). В итоге огнём была повреждена площадь в 3,3 тыс. га; в отношении заместителя директора заповедника по охране окружающей среды и экологической безопасности было возбуждено уголовное дело.